# Alfajarín (kommunhuvudort)
Alfajarín är en kommunhuvudort i Spanien.   Den ligger i provinsen Provincia de Zaragoza och regionen Aragonien, i den nordöstra delen av landet, 280 km nordost om huvudstaden Madrid. Alfajarín ligger 191 meter över havet och antalet invånare är 1 855.
Terrängen runt Alfajarín är huvudsakligen platt, men söderut är den kuperad. Runt Alfajarín är det glesbefolkat, med 16 invånare per kvadratkilometer. Närmaste större samhälle är Zaragoza, 15,1 km väster om Alfajarín. Trakten runt Alfajarín består till största delen av jordbruksmark.